# Nisse Huttunen
Nisse Huttunen (* 27. Januar 1974) ist ein ehemaliger finnischer Volleyballspieler.

## Karriere
Nisse Huttunen spielte in den 1990er Jahren Volleyball in seiner finnischen Heimat bei Raision Loimu, wo er 1997 Finnischer Meister wurde. 1998 wechselte der Außenangreifer in die deutsche Bundesliga und spielte beim Moerser SC, bei Bayer Wuppertal und beim SCC Berlin. Nach einer Armverletzung 2002 wurde Huttunen zum Libero umgeschult und wurde 2003 und 2004 Deutscher Meister mit dem SCC. Während seiner Zeit in Deutschland war er ununterbrochen in den Ranglisten des deutschen Volleyballs vertreten. In der Saison 2006/07 spielte Huttunen wieder in Finnland, wo er zum Abschluss seiner Karriere mit Salon Piivolley finnischer Vizemeister und Vizepokalsieger wurde.
Nisse Huttunen spielte zwischen 1994 und 2005 auch in der finnischen Nationalmannschaft und ist heute als Spielervermittler in einer Agentur tätig.